# 劉翰東
劉翰東（1894年—1950年11月16日），盛京将軍管轄区奉天府人，中華民国军事将领。

## 生平
1915年留學日本，1918年回國，通過保定陸軍軍官学校入學考試後，在湖北省接受在職培訓。次年，他正式考入該校第8砲兵系，1922年畢業。1923年秋，再次赴日本留學，在陸軍野戰砲兵學校深造。1925年，劉翰東回國，被分配到東北陸軍任營長。 1926年，任東北陸軍砲兵司令部中校參謀，同年9月任東北陸軍砲兵司令部教育部長，兼砲兵軍士教導隊隊長。1928年冬，因東北軍改組，他改任砲兵第7團團長。 
1931年，劉翰東任陸軍獨立砲兵第8旅旅長，1933年參加長城戰役，晉升為第107師師長。1936年，獲授陸軍少將、陸軍中將銜。1937年10月，他在抗日戰爭爆發後任第三戰區砲兵指揮官，同年12月兼任第七戰區砲兵指揮官。1938年2月，他調任軍訓部炮兵监，1940年5月兼任軍事委員会砲兵副總指揮。1941年3月，他參加中國國民黨中央訓練團第十四期訓練班。1944年6月，他參與陸軍大學將官班甲級第一期訓練，並於翌年1月畢業。
1945年9月，劉翰東就任新成立的遼北省政府主席。國共內戰期間，劉雖在前線，但因怯戰而有意逃跑，但他被東北第五綏靖區司令官陳明仁攔下。 其後，因陳明仁的第七十一軍在四平侵吞東北行轅的救濟物資，他聯同省議會及省黨部向東北行轅主任陳誠指證其行為，最終令陳明仁被撤職。
1947年11月，劉翰東兼任主席東北行轅政務委員會委員，同年冬當選為首屆國民大會代表。1948年2月，他被免去東北各職，並在1949年3月前往台灣。1950年11月16日，他於臺北市病逝。

## 轶闻
西安事变爆发前两天，东北军将领刘翰东寻陈诚告密，说张学良图谋兵变，陈诚往临潼劝蒋介石，而蒋不以为然。《陈诚先生日记》后，其中1961年12月11日，陈诚记曰：“刘翰东对国家、对领袖之忠诚，双十二事变我得先获悉，即渠痛哭告我，并说他为国家、领袖而告密，等于出卖长官，但不愿我使任何人知其名，明天即为二十五年前之双十二，因有感，故志之。”事后，刘翰东被国府重用。